# Aktsiabrski rajon
Aktsiabrski rajon (belarusiska: Акцябрскі раён) är en rajon i Belarus.   Det ligger i voblasten Homels voblast, i den centrala delen av landet, 170 kilometer sydost om huvudstaden Minsk. Rajonen är döpt efter ryska oktoberrevolutionen 1917.